# Gunnar Strömmer
Gunnar Sören Folke Strömmer, född 19 september 1972 i Örnsköldsvik, är en svensk jurist och moderat politiker. Sedan 2022 är han Sveriges justitieminister och chef för justitiedepartementet i regeringen Kristersson.
Han var Moderaternas partisekreterare 2017–2022. Dessförinnan var han verksam som advokat på advokatbyrån Gernandt & Danielsson i Stockholm och som chef på det ideella Centrum för rättvisa.

## Biografi

### Tidig politisk karriär
Gunnar Strömmer började sin karriär i Moderata ungdomsförbundet (MUF), och hade lokala uppdrag som ordförande för MUF och Moderat skolungdom i Örnsköldsvik 1988–1991. Han var ordförande för Moderat skolungdom i Västernorrland 1990–1991, satt i Moderat skolungdoms rikskommitté 1991–1992 och var vice ordförande för MUF Uppsala län 1992–1994. 
Strömmer var förbundsordförande för Moderata ungdomsförbundet 1998–2000. I denna roll fokuserade han på att göra invandringspolitiken till en moderat profilfråga. Han ansåg att Sverige skulle införa helt fri invandring och krävde amnesti för alla illegala invandrare. Innan detta blivit verklighet förespråkade han att gömma invandrare som myndigheterna beslutat att utvisa men som fortsatte att uppehålla sig illegalt i Sverige. Enligt Strömmer var den dåvarande socialdemokratiska regeringens politik inhuman, och efter MUF:s intensiva kampanj tvingades den dåvarande migrationsministern Maj-Inger Klingvall dra tillbaka ett förslag som skulle innebära en mer restriktiv invandringspolitik.

### Tiden som jurist
Gunnar Strömmer är jur.kand-examinerad från Uppsala universitet, och läste även kurser i EU-rätt och konstitutionell rätt på universitetet i Trier åren 1996–1997.
År 2001 arbetade han vid Washingtonbaserade Institute for Justice, en så kallad public interest law firm med fokus på frågor om bland annat näringsfrihet, äganderätt och yttrandefrihet. 2002 tog Strömmer initiativ till att starta Centrum för rättvisa, en ideell organisation som främjar skyddet av individuella fri- och rättigheter i Sverige genom rättsprocesser, utbildning av unga jurister och debatt. Organisationen driver rättsfall för enskilda inom områdena likabehandling, föreningsfrihet, näringsfrihet, äganderätt och rättssäkerhet. Strömmer var chef för Centrum för rättvisa 2002–2011 och har tidigare suttit i organisationens styrelse. Han har tillsammans med sin tidigare kollega vid Centrum för rättvisa, Clarence Crafoord, varit ombud i en rad uppmärksammade rättsfall. Det gäller bland annat fallet angående Josefine Midander och Cecilia Lönn, som diskriminerades när Uppsala universitet använde sig av etnisk kvotering vid antagningen till juristutbildningen. Universitetet fälldes för olaglig etnisk diskriminering i tingsrätt, hovrätt och Högsta domstolen. Högsta domstolens dom i Midander-Lönnmålet från 2006 har varit vägledande i flera andra rättsfall om kvotering och annan positiv särbehandling samt har påverkat utformningen av dagens antagningsregler till högskolan.
Strömmer tilldelades Bohmanpriset, utdelat av Gösta Bohmans fond för idédebatt år 2004.
Han utsågs 2012 av regeringen till särskild utredare i den så kallade Medborgarskapsutredningen, som i april 2013 överlämnade sitt betänkande "Det svenska medborgarskapet" (SOU 2013:29).
Han utsågs 2013 till "Årets svensk" av tidningen Fokus. Motiveringen löd: "Med Centrum för rättvisa har Gunnar Strömmer skapat ett kraftfullt skydd för människor som hamnar i tvist med stat, kommuner och myndigheter. Med ett konsekvent fokus på individens rätt har han stärkt rättsmedvetandet i hela landet".

### Återkomst till politiken
Strömmer satt i förbundsstyrelsen för Moderaterna i Stockholms stad 2011–2015. På Moderaternas partistämma i Karlstad i oktober 2015 valdes han in som ledamot i partistyrelsen.
Då Ulf Kristersson blev partiledare i oktober 2017, utsågs Strömmer till ny partisekreterare den 3 oktober 2017, med tillträde den 12 oktober. Sedan 2022 är han Sveriges justitieminister och chef för justitiedepartementet i regeringen Kristersson.

### Privatliv
Strömmer är gift med Irene Beertema Strömmer. Paret vigdes i Nordmalings kyrka den 5 augusti 2006. Makarna har tre barn tillsammans. Irene Beertema Strömmer är sedan december 2022 stabschef på kulturdepartemementet. Hon har en bakgrund som journalist och har tidigare arbetat på det svenska hovets informationsavdelning.

## Utmärkelser
- Konung Carl XVI Gustafs jubileumsminnestecken IV, 15 september 2023.[15]